# Robert Guéï
Robert Guéï (ur. 16 marca 1941 w Kabakoumie, zm. 19 września 2002 w Abidżanie) – iworyjski wojskowy, przewodniczący Powszechnego Komitetu Narodowego Zbawienia (od 25 grudnia 1999 do 4 stycznia 2000) i prezydent kraju (od 24 grudnia 1999 do 25 października 2000).

## Zarys biografii
Urodził się w Kabakoumie, był członkiem plemienia Yakouba. Wstąpił do armii, w której awansował do rangi generała. W grudniu 1999 przejął władzę w Wybrzeżu Kości Słoniowej, stając na czele junty wojskowej. W roku następnym próbował sfałszować przegrane przez siebie wybory, co doprowadziło do masowych protestów i jego ucieczki z kraju. Władzę objął Laurent Gbagbo, prawomocny zwycięzca wyborów. 
Został zamordowany 19 września 2002, w pierwszym dniu walk, które zapoczątkowały wojnę domową. Po śmierci jego ciało znajdowało się w kostnicy, a pogrzeb nastąpił dopiero 18 sierpnia 2006 w Abidżanie.